# Olga de Meyer
Ne doit pas être confondu avec Olga Meyer.

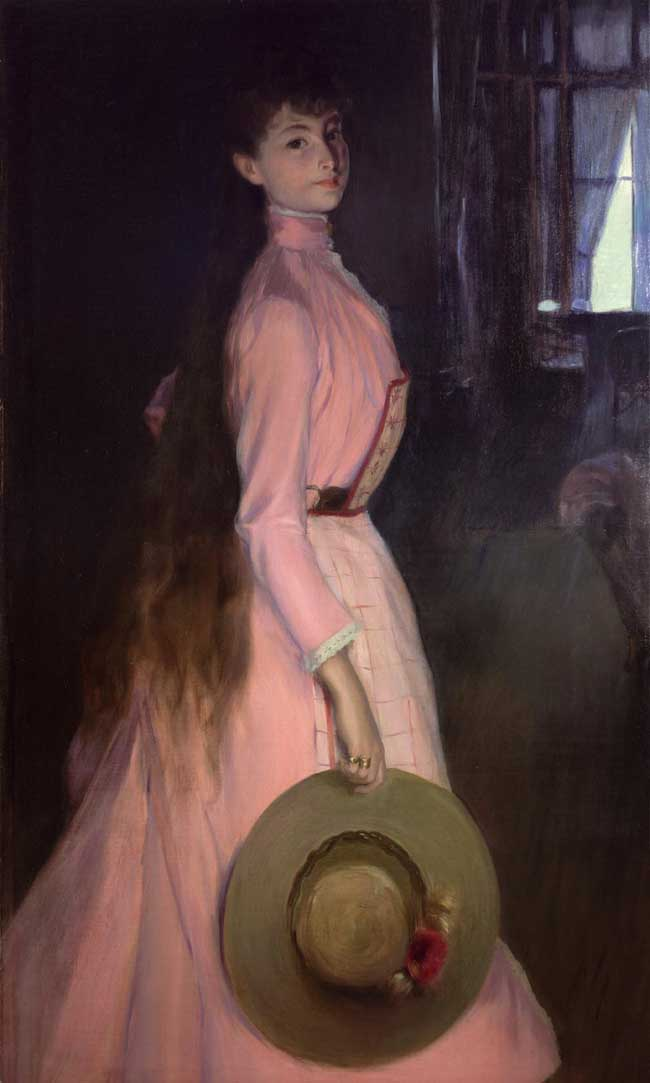
Portrait d´Olga Caracciolo à 18 ans, par Jacques-Émile Blanche, 1889

Olga, baronne de Meyer (8 août 1871 – 1930/1931), née Olga Caracciolo, est une personnalité du grand monde de la fin du XIXe siècle et du début du XXe siècle qui posa pour plusieurs artistes mondains. Née au Royaume-Uni, elle devient une femme de lettres et une figure du monde de la mode du début du XXe siècle. Après 1916, elle préférait se faire appeler par le nom de Mahrah de Meyer.

## Origines
D'ascendance portugaise, française et américaine, elle naît sous le titre de Donna Maria Beatrice Olga Alberta Caracciolo à Londres. Son père officiel est un aristocrate napolitain, Gennaro Caracciolo-Pinelli, duc de Caracciolo (1849-?), le plus âgé des fils du 4e duc de Castelluccio. Sa mère est née Marie-Blanche Sampayo (1849-1890), fille du diplomate français Antoine François Oscar Sampayo qui avait administré au Portugal, et de sa femme, l'américaine Virginia Timberlake,,.
Son arrière-grand-mère, Margaret O'Neill Eaton, avait été au cœur du scandale de l'Affaire Petticoat, qui avait entaché la carrière du président Andrew Jackson. Un autre de ses arrière-grands-parents était le Maréchal de France le comte Auguste Regnaud de Saint-Jean d'Angély,.
Il convient cependant de noter la relation qui liait Olga Caracciolo au prince de Galles Albert, devenu plus tard Édouard VII. Bien qu'il ait été officiellement son parrain, il était de notoriété publique qu'il avait été l'un des amants de Blanche Caracciolo, et on soupçonnait donc qu'il fût en réalité le père biologique d'Olga Caracciolo.
D'autres pères biologiques potentiels ont cependant été identifiés. Parmi eux, le prince Stanislas Poniatowski (1754–1833), avec qui la duchesse Caracciolo aurait eu une courte liaison, et à qui Olga Caracciolo ressemblerait,,,,.
Le duc et la duchesse se séparèrent après la naissance d'Olga Caracciolo, et elle passa son enfance à Dieppe en France, dans une demeure appelée "Villa Olga", où elle habitait avec sa grand-mère. Elle étudie ensuite au fameux collège Les Ruches de Mademoiselle Souvestre, avec d'autres jeunes filles de la bonne société européenne. Ses manières et sa distinction sont parfaites.

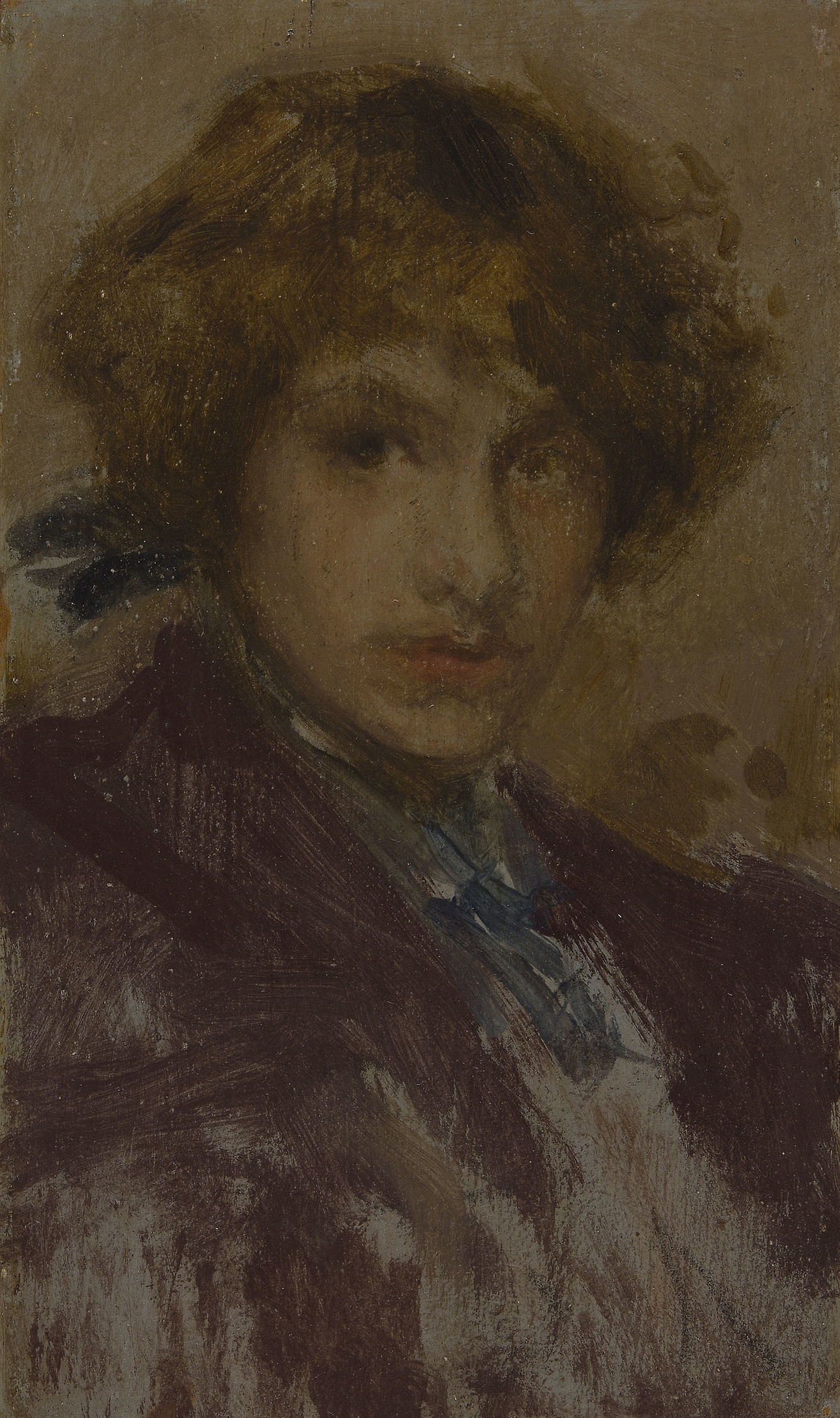
Study of a Girl’s Head and Shoulders (Tête et épaules)
Whistler, 1896-1897
Art Institute of Chicago

Le peintre impressionniste Whistler, alors à la fin de sa vie, fait son portrait lors d'un séjour à Dieppe. 
En 1916, Olga de Meyer se fit surnommer Mahrah sur les conseils d'un astrologue.

## Mariages et vie privée
Olga Caracciolo fut mariée :

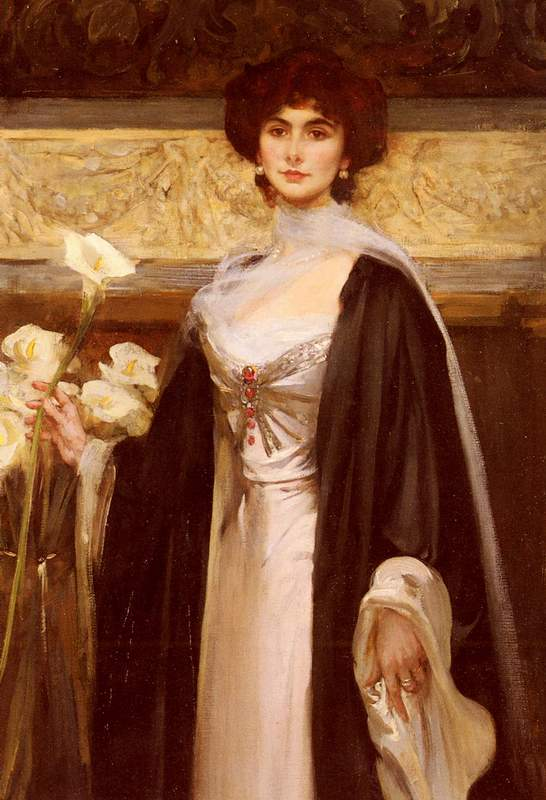
White Lilies, Portrait d'Olga de Meyer par James Jebusa Shannon

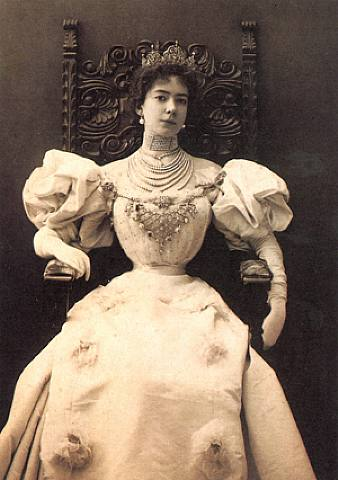
Portrait d'Olga de Meyer, par son mari Adolf de Meyer, 1902

- au Nobile Marino Brancaccio (1852-1920), aristocrate napolitain, fils de Carlo Brancaccio, prince de Triggiano et duc de Lustra. Ils se marièrent à Naples, le 9 mai 1892 (mariage civil) et le 11 mai 1892 (mariage religieux). Ils divorcèrent cependant le 7 juin 1899, à Hambourg, en Allemagne.

- à Adolf de Meyer (1868-1946), célèbre photographe de mode. Ils se marièrent le 25 juillet 1899 à la Holy Trinity Church, Sloane Street, Cadogan Square, à Londres[14]. C'était un mariage de convenance, puisqu'Adolf de Meyer était homosexuel[15], et Olga de Meyer bisexuelle ou lesbienne[16] selon certaines sources.

Par exemple, Violet Trefusis qui aurait eu une liaison avec Olga de Meyer, surnomma le couple formé par Adolf et Olga "Pédéraste et Médisante".
D´autre part, Olga de Meyer eut une aventure avec Winnaretta Singer, la princesse de Polignac, durant les années 1909-14.

## Muse et écrivaine
Connue pour sa beauté, Olga de Meyer fut le modèle et la muse de nombreux artistes, dont Jacques-Émile Blanche, James Jebusa Shannon, James McNeill Whistler, Giovanni Boldini, Walter Sickert, William Ranken, John Singer Sargent et Paul César Helleu. Un autre de ses admirateurs n'était autre que Charles Conder, qui s'amouracha d'Olga Caracciolo et peignit son portrait. On comptait également dans son cercle de fréquentation Aubrey Beardsley. Olga de Meyer a également inspiré des personnages des romans d'Elinor Glyn et d'Ada Leverson.
Elle travailla pendant une courte période pour le journal parisien La Gauloise, dans les années 1890. Elle écrivit un roman sous le nom de Mahrah de Meyer, nom qu'elle choisit d'utiliser à partir de 1916 : Nadine Narska (Wilmarth Publishing, 1916). Le New York Times critiqua durement ce roman.
L'une des nouvelles d'Olga de Meyer, Clothes and Treachery (Habits et Traîtrise), fut adaptée en film muet, The Devil's Pass Key, réalisé par Erich von Stroheim.

## La femme sportive
La baronne de Meyer participa au début des années 1900 à des tournois d'escrime amateurs en Europe et aux États-Unis. En Europe, elle était l'une des championnes de ce sport en amateur. Le 6 janvier 1913, elle participa à un match amical en Californie, face à la championne d'escrime Sibyl Marston.

Photos d'Olga
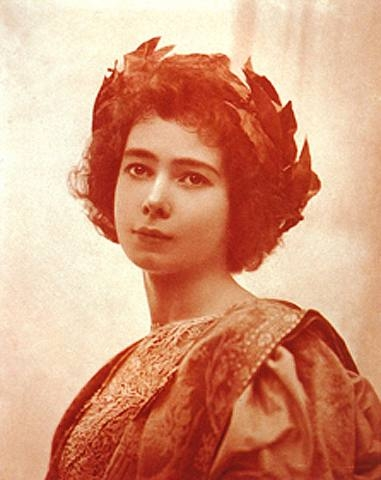
Olga de Meyer, vers 1897, par Adolf de Meyer
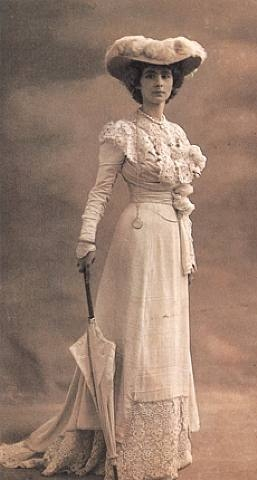
Olga de Meyer en blanc, avec une ombrelle, vers 1905, par Adolf de Meyer
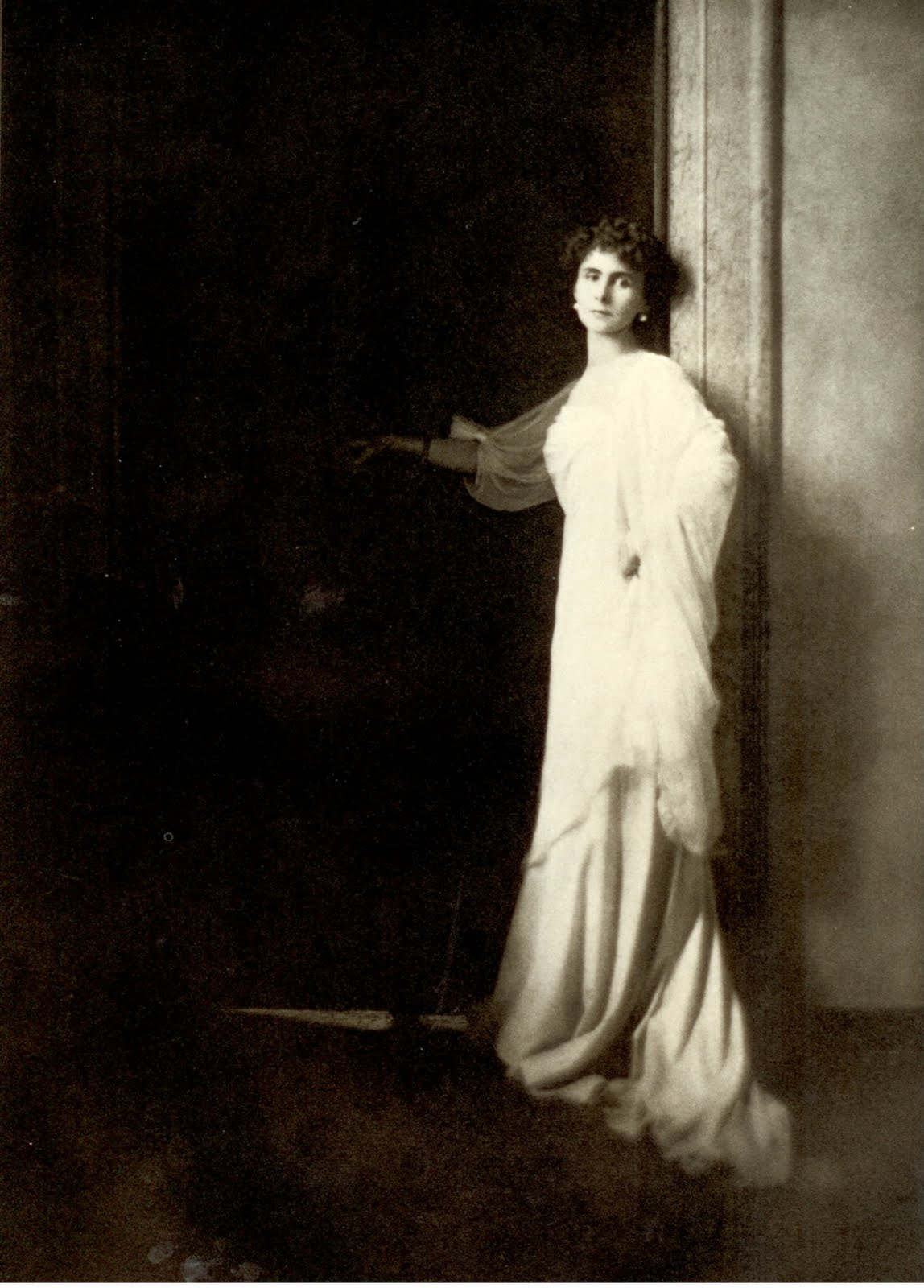
Portrait d'Olga de Meyer, par son mari Adolf de Meyer
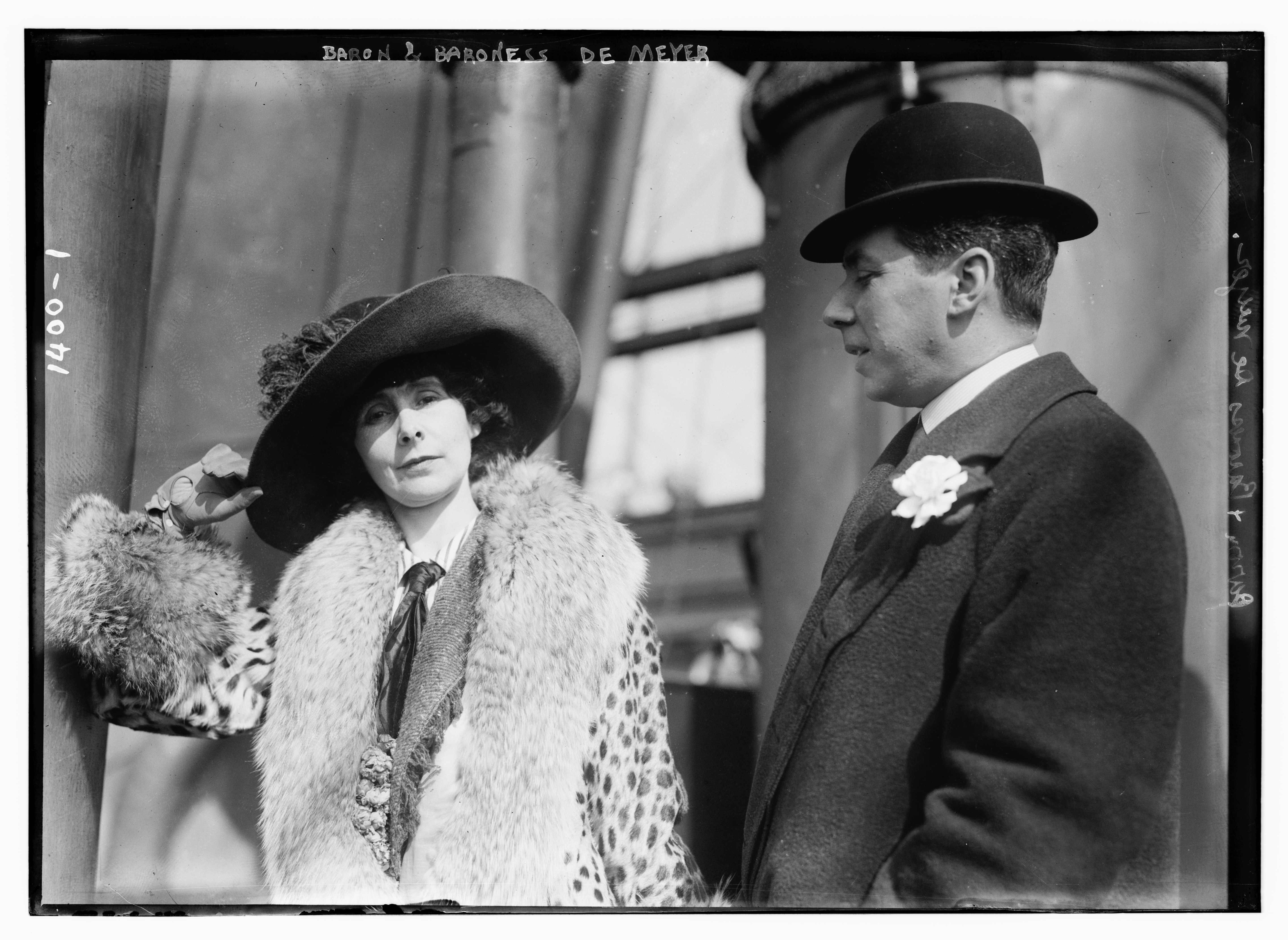
Le baron et la baronne de Meyer
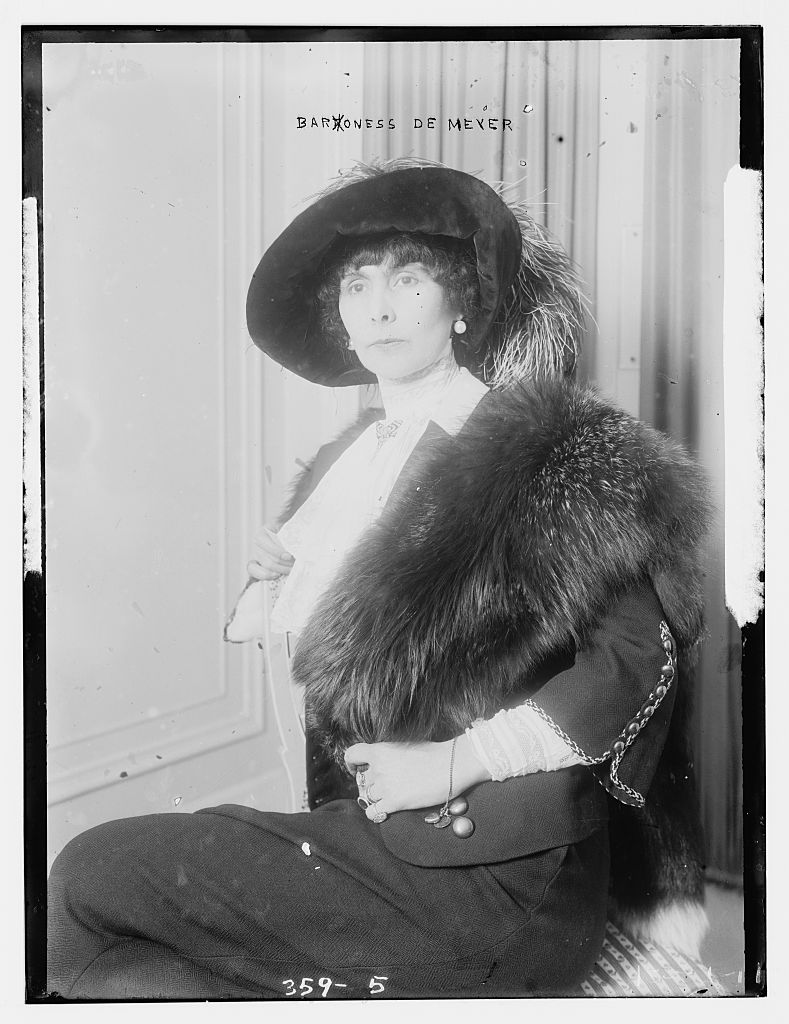
La baronne Olga de Meyer

## Mort
Les dernières années de la vie d'Olga de Meyer furent difficiles. Des contemporains écrivirent qu'elle était nerveuse et droguée, entourée d'amis douteux, d'un mari qui se faisait trop remarquer, et que cela l'avait rendue méchante. Ses derniers amis respectables l'avaient fuie à cause d'un scandale lié au jeu auquel elle avait été mêlée, et les personnes qui venaient lui rendre visite le faisaient parce qu'ils étaient sûrs de trouver une pipe d'opium ou de la cocaïne chez elle.
Olga de Meyer mourut en 1930 ou 1931 d'une crise cardiaque, dans un centre de désintoxication en Autriche.